# 葡萄牙語維基百科
葡萄牙語維基百科（葡萄牙語：Wikipédia em português）為維基百科協作計劃之葡萄牙語版本，由非營利組織──維基媒體基金會維持負責。目前為各語言維基百科計劃中規模排名第18（依條目量計算）的維基百科。計劃開始於2001年，至2021年8月10日，已有超过108万个条目,8400位活跃编辑者。
2007年10月，葡语维基百科使用机器人大量创建鸟类和美国城市的条目，使条目数量从10月初的290000条激增至10月底的335000条。
大多數編輯者來自巴西，由於巴西葡萄牙語與歐洲葡萄牙語有一定分別，2005年有維基人提議獨立成立巴西葡萄牙語維基百科，但投票后維基媒體基金會否决了这一议案。不过编辑者两种书写都可使用。

## 历史
葡萄牙语维基百科是维基百科的第三个版本，与西班牙语和汉语版本都在2001年5月11日推出。

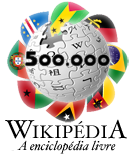
葡萄牙语維基百科文章达到50万时的纪念logo

2004年末，编辑者的数量开始急剧增长，2005月时已经超过了西班牙语和意大利语。
2007年时，有用户提议为欧洲葡萄牙语开设新版本，但遭到否决。
2010年12月时，葡语文章数量曾一度超越荷兰语Wiki，但在2011年第一季度被荷兰语和俄语超过，当时排名第十位。
2016年时，葡语有1300多名活跃用户。
2020年时，葡语维基百科社区曾投票禁止非注册用户编辑。
2022年1月时，葡语的文章数排名第18位，用户总数和活跃用户数量都排名第7。

## 特点
葡萄牙语Wiki与英语的不同之处有以下几点：
- 合理使用图像于2009年被禁止。尽管同年8月时，有反对议案提出，但最终以142对120被否决。
- 葡萄牙语作为一种全球性语言，自然有变体存在，所以在编辑文章过程中巴葡和欧葡都可使用，但是如果一个人在重写欧葡写成的文章中用了巴葡（只重写句子，而文章内容不变），却又留下了欧葡的词语，那么这些句子就会变成新版的内容。

## 词条品质
葡语维基百科和其他被广泛使用的各语种维基百科一样设有优良（ Artigos bons）和典范（Artigos destacados）两种荣誉，2022年一月时，优良条目数量已有1710篇，典范条目有1320篇。而这些荣誉也对列表、话题、图片和主题设置，其中图片和主题只开设典范评价。葡语维基百科也是唯一开设了优良列表(listas boas)评选机制的版本。

## 用户来源
2022年1月时，葡语维基的用户最大来源是巴西，其次是葡萄牙，第三名是美国。
| 排名 | 国家/地区 | 数量（M/K） |
| ---- | --------- | ----------- |
| 1    | 巴西      | 175M        |
| 2    | 葡萄牙    | 29M         |
| 3    | 美国      | 12M         |
| 4    | 安哥拉    | 2M          |
| 5    | 英国      | 2M          |
| 6    | 莫桑比克  | 1M          |
| 7    | 德国      | 1M          |
| 8    | 智利      | 857K        |
| 9    | 俄羅斯    | 815K        |
| 10   | 法國      | 807K        |

## 相关事件
- 亚伯拉罕·温特劳布与葡萄牙语维基百科的争议

## 外部連結
- 葡萄牙語維基百科 （页面存档备份，存于）